# Premier Reserve League
Die Premier Reserve League (offiziell: Barclays Premier Reserve League) war in England von 1999 bis 2012 die höchste Spielklasse für Reserveteams der Profivereine der obersten englischen Spielklasse Premier League. Sie war aufgeteilt in eine Nord- und eine Südliga, die nach dem Sponsorennamen offiziell als „Barclays Premiership Reserve League North“ bzw. „Barclays Premiership Reserve League South“ bezeichnet wurden.
Die Liga entstand 1999 und löste im Norden die „Central League“ und im Süden die „Football Combination“ ab, die vorher jeweils als höchste Spielklasse für die Reservemannschaften dienten und noch heute für niederklassige Vereine existieren.
Der Abstieg aus der Premier Reserve League erfolgte nicht nach dem sportlichen Abschneiden der Reserveteams, sondern nach dem der ersten Mannschaften der Vereine. Wenn eine Mannschaft aus der Premier League abstieg, stieg das entsprechende Reserveteam aus der Premier Reserve League ab und wurde durch die zweite Mannschaft des Aufsteigers aus der Championship ersetzt.
Die letzte Austragung fand in der Saison 2011/12 statt. Die Liga wurde durch die U-21 Premier League ersetzt.

## Sieger der Premier Reserve League
Die Liga spielte seit der Saison 2004/05 nach Ablauf der regulären Saison ein Endspiel zwischen dem Gewinner der Northern und der Southern Division aus. Dabei gewann die zweite Mannschaft von Manchester United bei der Premiere im Stadion The Valley gegen die Reserveauswahl von Charlton Athletic mit 4:2.
Den „Aston Villa Reserves“ gelang es 2010 als erstem Team, in drei aufeinander folgenden Jahren Meister einer Division der Premier Reserve League zu werden. Mit insgesamt fünf Titeln als Division-Meister war jedoch Manchester das erfolgreichste Team der Liga, das zudem viermal Gesamtsieger wurde.
| Saison  | Meister der Northern Division | Meister der Southern Division | Gesamtsieger               |
| ------- | ----------------------------- | ----------------------------- | -------------------------- |
| 1999/00 | Liverpool Reserves            | Derby County Reserves         |                            |
| 2000/01 | Everton Reserves              | Derby County Reserves         |                            |
| 2001/02 | Manchester United Reserves    | Ipswich Town Reserves         |                            |
| 2002/03 | Sunderland Reserves           | Watford Reserves              |                            |
| 2003/04 | Aston Villa Reserves          | Charlton Athletic Reserves    |                            |
| 2004/05 | Manchester United Reserves    | Charlton Athletic Reserves    | Manchester United Reserves |
| 2005/06 | Manchester United Reserves    | Tottenham Hotspur Reserves    | Manchester United Reserves |
| 2006/07 | Bolton Wanderers Reserves     | Reading Reserves              | Reading Reserves           |
| 2007/08 | Liverpool Reserves            | Aston Villa Reserves          | Liverpool Reserves         |
| 2008/09 | Sunderland Reserves           | Aston Villa Reserves          | Aston Villa Reserves       |
| 2009/10 | Manchester United Reserves    | Aston Villa Reserves          | Manchester United Reserves |
| 2010/11 | Blackburn Rovers Reserves     | Chelsea Reserves              | Chelsea Reserves           |
| 2011/12 | Manchester United Reserves    | Aston Villa Reserves          | Manchester United Reserves |